# کریم دینیف
کریم دینیف (ترکی آذربایجانی: Karim Diniyev؛ زادهٔ ۵ سپتامبر ۱۹۹۳) بازیکن فوتبال اهل جمهوری آذربایجان است.
از باشگاه‌هایی که در آن بازی کرده‌است می‌توان به باشگاه فوتبال سومقاییت اشاره کرد.
وی همچنین در تیم ملی فوتبال زیر ۱۹ سال جمهوری آذربایجان بازی کرده‌است.